# Буянов, Виктор Фёдорович
Виктор Фёдорович Буянов (31 января 1905, с. Собакино, Арзамасский уезд, Нижегородская губерния — 1 января 1952, Москва) — советский военачальник, генерал-майор (1 июля 1945).

## Начальная биография
Виктор Фёдорович Буянов родился 31 января 1905 года в селе Собакино, ныне посёлке Красный Бор Шатковского района Нижегородской области.

## Военная служба

### Довоенное время
24 сентября 1923 года призван в ряды РККА и направлен на учёбу в Нижегородскую пехотную школу имени И. В. Сталина, после окончания которой 1 сентября 1926 года переведён в Военно-теоретическую школу ВВС РККА в Ленинграде, по окончании которой с декабря 1927 года проходил практический лётный курс в 1-й школе лётчиков имени А. Ф. Мясникова в Севастополе.
В апреле 1928 года направлен в 41-й стрелковый полк в составе 15-й стрелковой дивизии (Украинский военный округ), дислоцированный в Кировограде, где служил на должностях командира пулемётного взвода и взвода полковой школы, пулемётной роты. Одновременно с этим в 1932 году окончил курсы среднего комсостава этапных войск.
С июля 1933 года исполнял должность военного коменданта Одессы и в декабре того же года переведён в 153-й стрелковый полк (51-я стрелковая дивизия), где служил на должностях помощника командира и командира стрелкового батальона, начальника полковой школы, командира учебного батальона. В феврале 1935 года назначен на должность начальника курсов сверхсрочников при той же 51-й стрелковой дивизии, а в марте 1936 года — на должность преподавателя корпусного центра по переподготовке комсостава запаса 6-го стрелкового корпуса.
В мае 1936 года В. Ф. Буянов направлен на учёбу в Военную академию имени М. В. Фрунзе, после окончания которой в мае 1939 года назначен на должность помощника начальника оперативного отдела штаба 9-го стрелкового корпуса (Северо-Кавказский военный округ), дислоцированного в Краснодаре, в октябре того же года — на должность начальника оперативного отделения штаба 161-й стрелковой дивизии в Астрахани, в марте 1940 года — на должность начальника оперативного отделения штаба 158-й стрелковой дивизии, а в июле того же года — на должность начальника штаба формировавшейся в Прохладном 175-й стрелковой дивизии.

### Великая Отечественная война
С началом войны 175-я стрелковая дивизия в период с 9 по 12 июля 1941 года была передислоцирована на Юго-Западный фронт, где в составе 64-го стрелкового корпуса (26-я армия) с 16 по 25 июля участвовала в ходе Киевской оборонительной операции и отступала по направлению на Киевский укреплённый район, где с 3 августа вела боевые действия в районе Белогородки и затем — в районе Боярки и Борщаговки, где попала в окружение, в условиях которого отходила по направлению на город Лубны. Подполковник В. Ф. Буянов в районе Змиёва вышел один из окружения без оружия, документов и в гражданской одежде, после чего находился на спецпроверке НКВД.
После окончания проверки в январе 1942 года назначен на должность начальника штаба 55-й стрелковой дивизии, формировавшейся в Саратове (Приволжский военный округ). После завершения формирования дивизия была передислоцирована на Северо-Западный фронт, где после включения в состав 11-й армии принимала участие в наступательных боевых действиях во время Демянской операции, в ходе которой заняла шоссе Старая Русса — Демянск, после чего перешла к обороне.
В феврале 1943 года исполнял должность начальника штаба 28-й гвардейской стрелковой дивизии, которая участвовала в ходе Демянской наступательной операции. В марте дивизия была передислоцирована в район станции Касторная, где была включена в состав 53-й армии. В мае того же года полковник В. Ф. Буянов находился в распоряжении Военного Совета 53-й армии и затем назначен на должность командира 230-го армейского запасного полка, после чего принимал участие в боевых действиях в ходе Курской битвы и освобождении Левобережной Украины.
В ноябре переведён на должность командира 195-го гвардейского стрелкового полка в составе 66-й гвардейской стрелковой дивизии, которая вела оборонительные боевые действия на плацдарме на Днепре в районе Дериевка, а затем участвовала в ходе Кировоградской и Корсунь-Шевченковской, Львовско-Сандомирской, Восточно-Карпатской и Будапештской наступательных операций.
В марте 1945 года назначен на должность начальника штаба 104-го стрелкового корпуса, который принимал участие в боевых действиях в ходе Балатонской оборонительной и Венской наступательной операций.

### Послевоенная карьера
После окончания войны находился на прежней должности.
В августе 1946 года назначен на должность начальника штаба 6-го гвардейского стрелкового корпуса (Южная группа войск), а в декабре того же года — на должность начальника штаба 73-го стрелкового корпуса (Прикарпатский военный округ).
С февраля 1949 года состоял в распоряжении главкома Сухопутных войск и в мае направлен на учёбу на Высшие академические курсы при Высшей военной академии имени К. Е. Ворошилова, после окончания которых в мае 1950 года назначен начальником штаба 14-го гвардейского стрелкового корпуса (Киевский военный округ), дислоцированного в Днепропетровске.
Генерал-майор Виктор Фёдорович Буянов 21 апреля 1951 года вышел в отставку по болезни. 
Умер 1 января 1952 года в Москве.

## Награды
- Орден Ленина (20.06.1949);
- Два ордена Красного Знамени (14.02.1944, 03.11.1944);
- Орден Кутузова 2 степени (28.04.1945);
- Орден Отечественной войны 1 степени (03.09.1944);
- Медали.